# Огінський Олександр Богданович
Олександр Богданович Огінський (пол. Aleksander Ogiński; біля 1585 —  1667) — державний і військовий діяч Великого князівства Литовського, князь, ротмістр, дворянин і полковник королівський, хорунжий трокський (у 1626–1636 рр.), хорунжий надвірний литовський (у 1636–1645 рр.), воєвода мінський (у 1645–1649 рр.), каштелян трокській (у 1649–1667 рр.), староста рогачовський.

## Біографія
Представник литовського князівського роду Огінських герба «Брама». Старший син підкоморія трокського, князя Богдана Матвійовича Огінського (†1625 р.), і Регіни Волович (†1637/1646 р.). Молодші брати — дворянин королівський Самуїл Лев (близько 1595–1657 рр.), староста вінницький Дмитро (†1610 р.) і каштелян мстиславський Ян (†1640 р.).
- З 1600 р. князь Олександр Огінський навчався у Кенігсберзькому університеті.
- У 1605 р. брав участь у розгромі шведської армії в битві під Кірхгольмом.
- У 1606 р. продовжив своє навчання в університетах Альтдорфу — Нюрнбергу і Інґольштадту.
- У 1611 р. у чині ротмістра Олександр Огінський у складі польсько-литовської армії під проводом Сигізмунда III Вази брав участь в облозі м. Смоленська.
- У 1619 р. був обраний депутатом Трибуналу Великого князівства Литовського.
- У 1621 р. ротмістр гусарський Олександр Огінський брав участь у битві з турецько-татарськими військами під м. Хотином. Обирався послом на сейми в 1623 р. і 1626 р..
- У 1627–1629 рр. брав участь у польсько-шведській війні в Ліфляндії (Лівонії).
- У 1633 р. був обраний послом від Трокського воєводства на елекційний сейм, де підтримав кандидатуру Владислава IV Вази на королівський престол Речі Посполитої.

На чолі власної гусарської корогви (120 осіб) князь Олександр Огінський брав участь у російсько-польській війні за м. Смоленськ у 1632–1634 роках. Увійшов до складу польсько-литовської комісії, створеної для переговорів з московською делегацією, і брав участь у 1634 р. в підписанні Поляновського миру.
Був діячем православного Віленського Святодухового братства.
- У 1612 р. брав участь у заснуванні Мінського монастиря Святих Апостолів Петра і Павла. Обирався послом на сейми в 1633, 1635 і 1643 роках.

Сповідував православ'я і був останнім не католицьким сенатором Речі Посполитої.

## Родина
Був двічі одружений. Його першою дружиною була Александра Ельжбета Шемет, від шлюбу з якою мав двох синів:
- Ян Огінський
- Богдан Огінський (†1649 р.) — підчаший браславський (у 1635 р.), хорунжий надвірний литовський (у 1645 р.).

Після 1634 р. вдруге одружився з княжною Катериною Полубінською († після 1646 р.), донькою князя Костянтина Полубінського († 1640 р.) та Софії Андріївни Сапеги (близько 1595–1657 рр.). Їх діти:
- Марціан Олександр Огінський (1632–1690 рр.), стольник трокський (у 1647 р.), чашник великий литовський (у 1658 р.), підстолій великий литовський (у 1659 р.), стольник великий литовський (у 1661 р.), крайчий великий литовський (у 1665 р.), воєвода трокський (у 1670–1684 рр.), канцлер великий литовський (у 1684–1690 рр.);
- Олександра Констанція Огінська, дружина писаря великого литовського Анджея Казимира Завіши;
- Теодора Огінська, дружина підкоморія жемайтського Яна Гружевського.